# ボリス・ベルマン
ボリス・ベルマン（Boris Berman, 1948年4月3日 - ）はロシア出身のピアニスト・音楽教師。

## 経歴
モスクワ生まれ。モスクワ音楽院でレフ・オボーリンに師事し、1965年にモスクワにデビューする。チェンバロ奏者として当時のソビエト・ロシアで唯一の古楽団体を結成する。同時期にシュニトケやデニソフらソ連の現代音楽の作曲家にも師事している。シェーンベルクやシュトックハウゼン、ベリオ、リゲティらの作品のロシア初演を行なった。
1973年に許可を得てソ連からイスラエルに移住する。1979年に渡米し、ブランダイス大学やインディアナ大学ブルーミントン校、エール大学で教鞭を執る。2008年に『プロコフィエフのピアノ・ソナタ』（Prokofiev's Piano Sonatas）をエール大学出版局より上梓した。
これまでにプロコフィエフのピアノ・ソナタとピアノ協奏曲の全曲録音を発表している。

## 参考書籍
- Nicolas Slonimsky, ed., Baker's Biographical Dictionary of 20th Century Classical Musicians, Ninth Edition, Schirmer Books, 1997
- Yale Pantheon Press website
- Barney Zwartz, A masterclass in Prokofiev, The Age, 5 July 2008